# Хюн-у Ченмін-хан
Хюн-у Ченмін-хан (*д/н — 847) — 3-й володар Киргизького каганату в 846—847 році.

## Життєпис
Син кагана Солатая. Власне киргизьке ім'я невідоме. 846 року перебрав владу. Імператор У-цзуна надав йому титул Цзунін Хюн-у Ченмін-хана («Батько героїв, войовничий, щирий, блискучий каган»), але ще до прибуття китайського посла до ставки кагана імператор помер, а новий — Сюань-цзун не поспішав визнавати киргизького кагана.
В той же час він завершив війну проти уйгурського кагана Еняня. 847 року Хюн-у Ченмін-хан 847 року повалений одним зі своїх родичів — Ін-у Ченмін-ханом.